# Husarzewski
Husarzewski (Prus i Sas) – herb szlachecki.

## Opis herbu
Na tarczy ściętej, w polu górnym czerwonym – półtora krzyża srebrnego; w dolnym błękitnym, nad półksiężycem srebrnym – trzy gwiazdy sześcioramienne srebrne. W klejnocie ramię zbrojne z mieczem.

## Najwcześniejsze wzmianki
Nadany za waleczność w 1676 przez Jana III Sobieskiego.

## Herbowni
Husarzewski.